# 11144 Radiocommunicata
11144 Radiocommunicata eller 1997 CR1 är en asteroid i huvudbältet som upptäcktes den 2 februari 1997 av de båda tjeckiska astronomerna Miloš Tichý och Jana Tichá vid Kleť-observatoriet. Den är uppkallad efter kommunikationstypen radio.
Asteroiden har en diameter på ungefär 5 kilometer.